# Ance-Féas
Ance-Féas – gmina we Francji, w regionie Nowa Akwitania, w departamencie Pireneje Atlantyckie. W 2013 roku liczba ludności wynosiła 642 mieszkańców. 
Gmina została utworzona 1 stycznia 2017 roku z połączenia dwóch ówczesnych gmin: Ance oraz Féas. Siedzibą gminy została miejscowość Féas.